# Elektroantennogramm

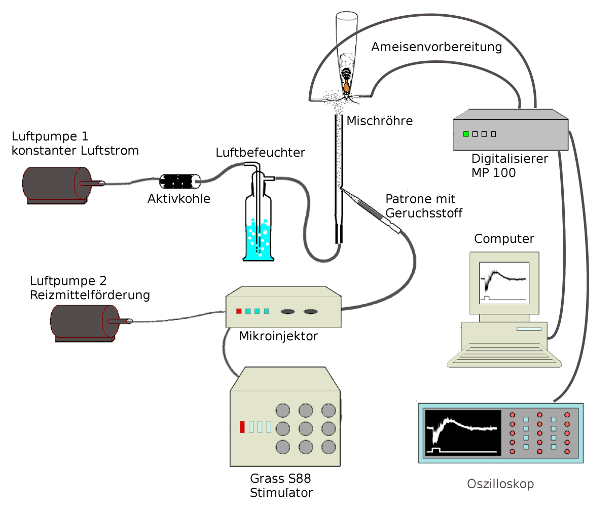
Aufnahme eines Elektroantennogramms in Abhängigkeit von der Duftstromkonzentration.

Bei einem Elektroantennogramm (EAG) wird das elektrische Signal eines Fühlers (auch Antenne genannt) eines  Insekts  aufgezeichnet und dargestellt. Entwickelt wurde das Verfahren von dem deutschen Zoologen Dietrich Schneider.
Verwendet wird dieses Verfahren zum Beispiel um festzustellen, welche Duftstoffe und Pheromone ein Insekt wahrnehmen kann. Meistens wird dazu die Antenne des betäubten Insekts präpariert und mit einer speziellen Apparatur das EAG aufgenommen. Pheromone können mit diesem Biosensor noch in Konzentrationen gemessen werden, die um den Faktor 1000 unter der Nachweisschwelle konventioneller chemischer Detektoren liegen. Genutzt wird die Messmethode, um den Pheromoneinsatz bei der Verwirrmethode im Wein- und Obstanbau zu optimieren.